# Fritz Volkemer
Fritz Volkemer (geboren 13. Januar 1907 in Pirmasens; gestorben 31. Dezember 1974 ebenda) war ein deutscher Gewerkschafter und Politiker (SPD).

## Leben und Beruf
Fritz Volkemer war ein Sohn des Fabrikarbeiters Adam Volkemer und der Philippine Kuntz, er hatte vier Geschwister. Er arbeitete von 1920 bis 1933 in einer Schuhfabrik, besuchte von 1920 bis 1923 die Berufsfortbildungsschule und wurde schließlich Meister in der Schuhindustrie. Nach der Machtübernahme der Nationalsozialisten wurde er 1933 in „Schutzhaft“ genommen. Anschließend emigrierte er nach Frankreich, wo er 1939 interniert wurde. Nach der Besetzung Südfrankreichs durch deutsche Truppen tauchte er in die Illegalität unter. Volkemer kehrte nach dem Zweiten Weltkrieg nach Deutschland zurück und wurde 1945 pfälzischer Bezirksleiter der Gewerkschaft Leder (GL) in Rheinland-Pfalz.

## Abgeordneter
Volkemer war 1946/47 Mitglied der Beratenden Landesversammlung des Landes Rheinland-Pfalz und wurde anschließend in den Rheinland-Pfälzischen Landtag gewählt, dem er bis 1963 angehörte. Hier war er von 1959 bis 1963 Vorsitzender des Ausschusses für Sozialpolitik und Fragen der Vertriebenen. Volkemer war bis 1967 Stadtverordneter in Pirmasens und SPD-Fraktionsvorsitzender.

## Ehrungen
- 1966: Großes Verdienstkreuz der Bundesrepublik Deutschland